# Mike Riordan
Mike Riordan é um ex-jogador de basquete norte-americano que foi campeão da Temporada da NBA de 1969-70 jogando pelo New York Knicks.